# Westerbuurt
Westerbuurt  is een buurtschap in de gemeente Drechterland, in de Nederlandse provincie Noord-Holland. Voor 1 januari 2006 behoorde de buurtschap bij de gemeente Venhuizen.
Westerbuurt is gelegen aan de gelijknamige weg ten noorden van Venhuizen en gaat in het westen bij de kruising met de Markerwaardweg over in de Hout en in het oosten in de Buurt bij T-splitsing met de Kerkweg. Westerbuurt is als plaats ontstaan nadat er binnenlandse dijken werden aangelegd. Op diverse plekken bij die dijken ontstonden boerenplaatsen. Deze groeide uiteindelijk uit tot een kleine kern van bewoning.
De plaatsnaam Westerbuurt is een verwijzing naar de kern van langs een oude dijk in het westelijk punt van de dijk en ten westen van het grotere de Buurt.

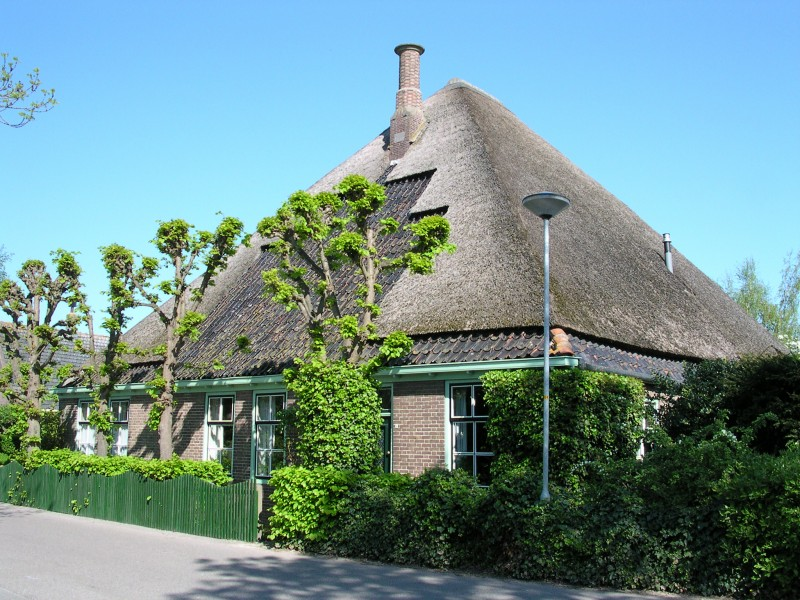
Stolpboerderij
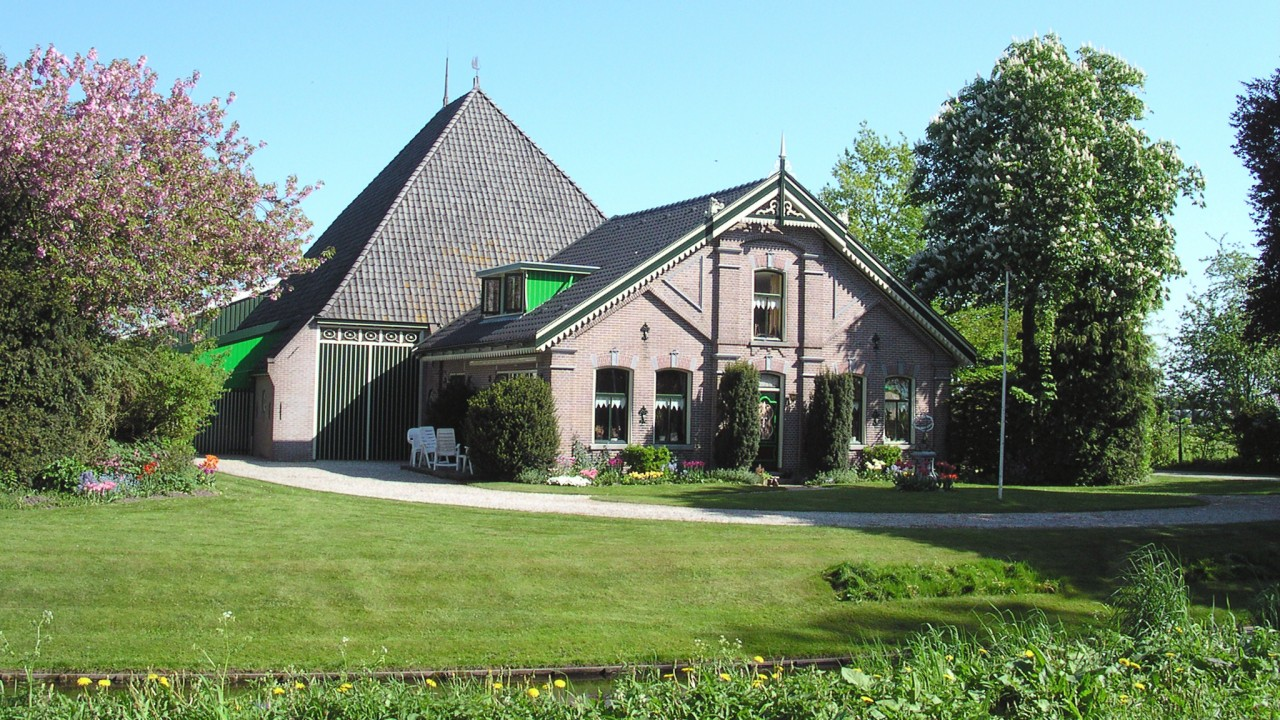
Grotere boerderij

Dorpen: Hem · Hoogkarspel · Oosterblokker · Oosterleek · Schellinkhout · Venhuizen · Westwoud · Wijdenes

Buurtschappen: Binnenwijzend · Blokdijk · De Bangert (deels) · De Buurt · De Hout · De Weed · Kraaienburg · Leekerweg · Munnickaij (deels) · Oostergouw · Oosterwijzend · Oudijk · Tersluis · Westerbuurt · Westerwijzend · Wijmers · Zittend
Noord-Holland: Steden en dorpen      Nederland: Provincies · Gemeenten